# Padus obtusata
Padus obtusata là loài thực vật có hoa trong họ Hoa hồng. Loài này được (Koehne) T.T. Yu & T.C. Ku mô tả khoa học đầu tiên năm 1986.